# Joseph Knippenberg (Fotograf)
Joseph Johann Knippenberg (* 8. Januar 1876 in Rees, Kreis Rees, Rheinprovinz; † 12. November 1943 in Bacharach, Landkreis Sankt Goar, Rheinprovinz) war ein deutscher Fotograf.

## Leben
Knippenberg war ein Sohn des Reeser Buchhändlers und Druckers Franz Knippenberg und dessen Ehefrau Christine, geborene Arndts. Wie sein Vater wurde er Buchhändler und arbeitete bis 1925 in der väterlichen Buchdruckerei, in der er sich neben der Herstellung von Druckerzeugnissen spätestens seit der Jahrhundertwende auch mit der Fotografie beschäftigte, etwa bei der Produktion von Postkarten. So fotografierte er am 2. Mai 1900 die Ankunft einer kaiserlichen Flottille mit Torpedobooten am Rheinufer in Rees, eine Momentaufnahme, die einige Tage später in der Berliner Zeitschrift Die Woche publiziert wurde. 1904 heiratete er Agnes Tillmann. In zweiter Ehe vermählte er sich 1922 mit Emma Helene Lenke. Mit ihr zog er 1926 nach Düsseldorf, wo er sich unter der Geschäftsadresse Königsallee 38/40 als Fotograf und Verleger selbständig machte.

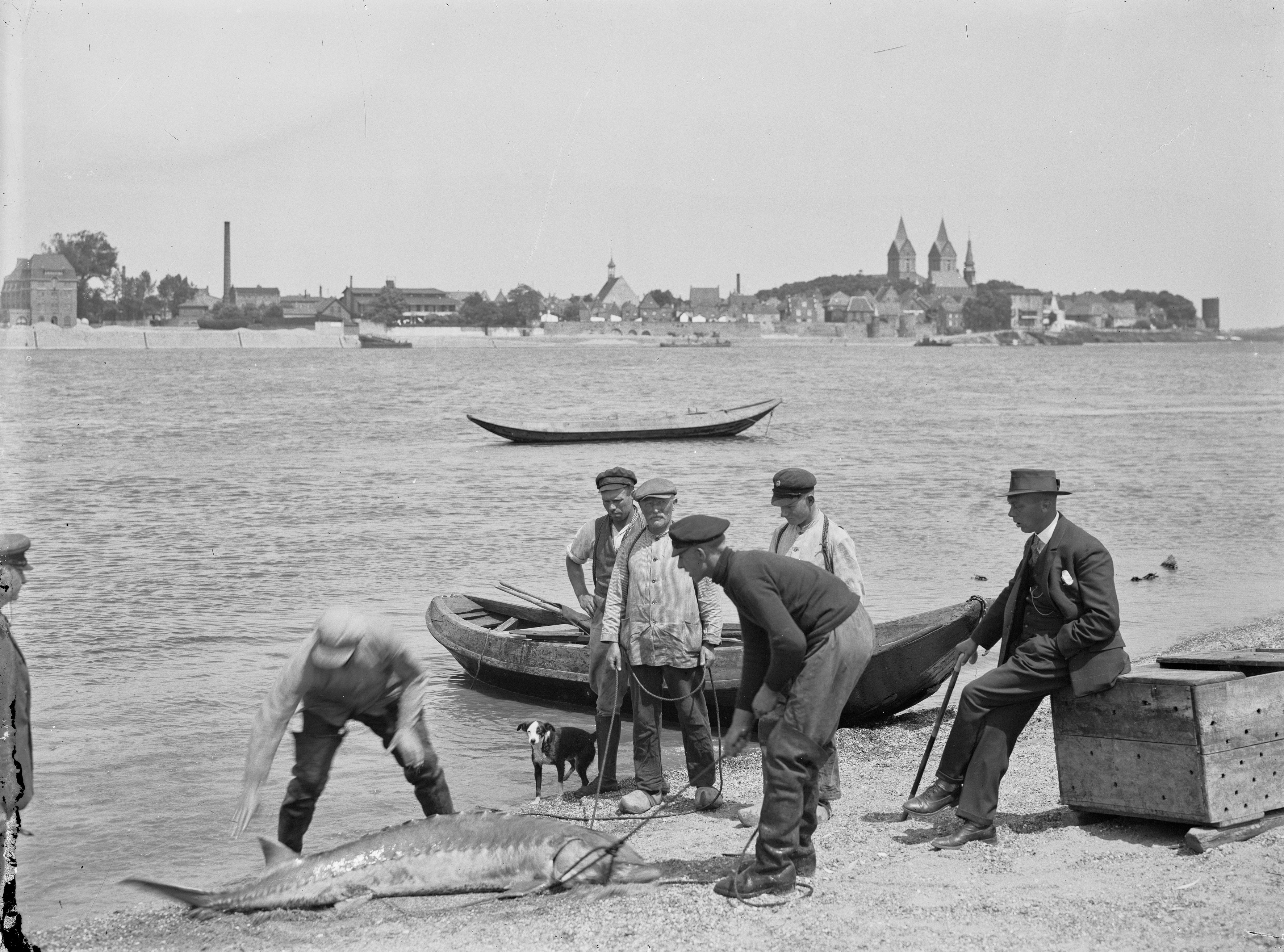
Störfang am Köteloorth unterhalb der Reeser Schanz, im Hintergrund Rees, 1928

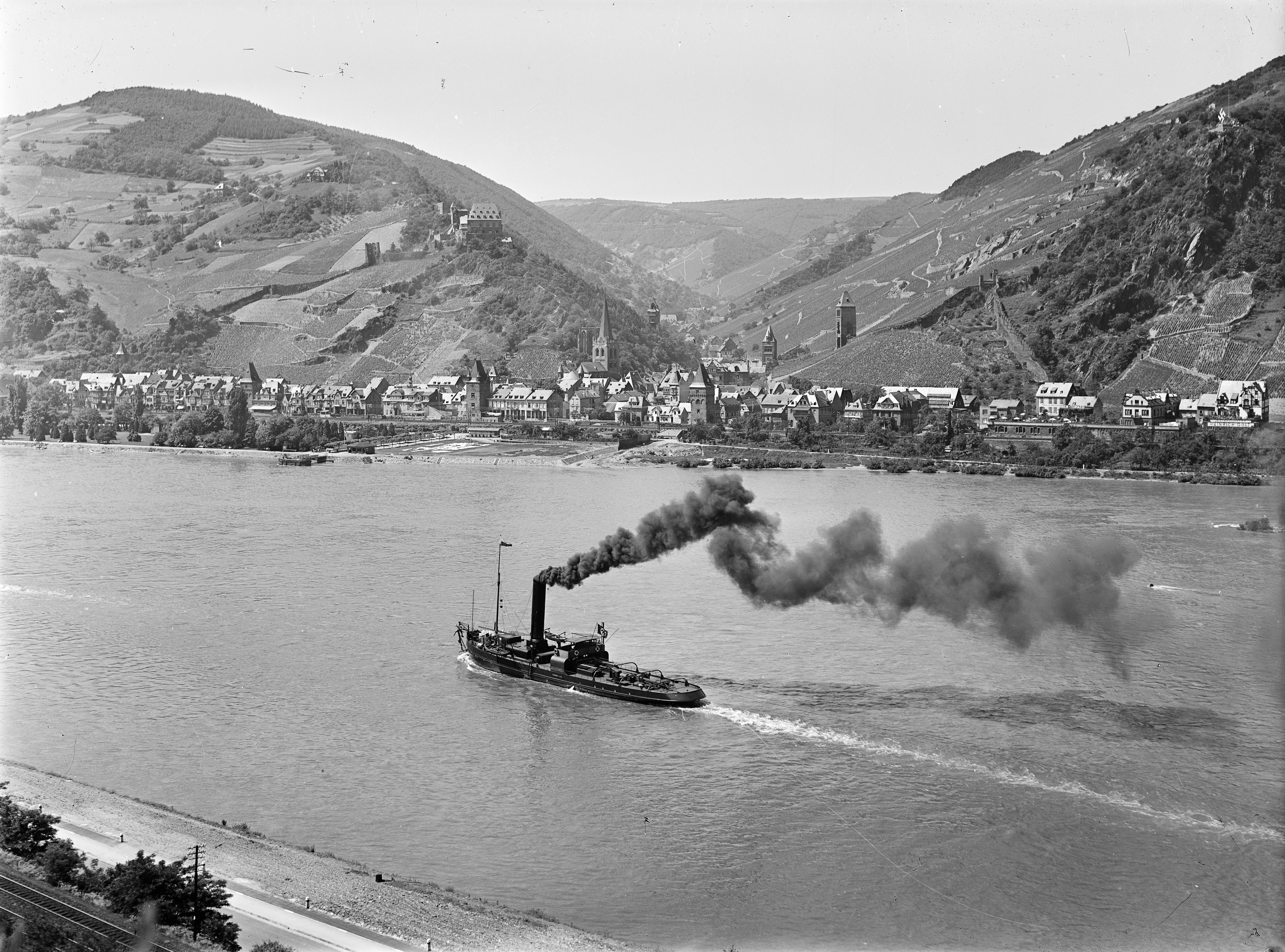
Blick aus dem Rechtsrheinischen auf Bacharach mit St. Peter, Burg Stahleck und die damalige „Hitlerhöhe“ mit Hakenkreuz, um 1940

Knippenberg spezialisierte sich auf Architektur- und Landschaftsfotografie. Mit einer Vedute des Corneliusplatzes gewann er 1932 unter 1200 Einsendern den Fotowettbewerb „Das schönste Photo Düsseldorfs“ des Verkehrsvereins Düsseldorf. Verbunden war Knippenberg mit dem Reeser Landschaftsmaler Piet Leysing, dessen Malerei er fotografisch reproduzierte und ihn zu eigenen Fotomotiven inspirierte. Verbunden war er auch mit dem Künstlerverein Malkasten. Zwar war er dort kein Mitglied, jedoch schuf er eine Mappe mit fünfzehn detailreichen Abzügen der Dekorationen der Malkasten-Redoute „Im Reiche des Buddha“, die im Jahr 1927 von Hans Kohlschein ausgerichtet wurde.
Nach drei Umzügen innerhalb Düsseldorfs zog Knippenberg 1935 im Alter von 60 Jahren nach Bacharach und eröffnete ein Fotostudio, das als Andenken- und Papierwarenladen in Familientradition bis 2014 weitergeführt wurde. In den 1930er Jahren entstanden neben Porträts und Gruppenaufnahmen eine Vielzahl von Ansichten, die dem Schema der Rheinromantik folgen und deren klassische Landschafts- und Architekturmotive zeigen. Auch schuf er Postkarten und Dokumentarfotografien historischer Grafiken, die er im Original oder als Reproduktionen verkaufte und dafür abfotografierte. Dies erklärt die große Anzahl seiner Reprofotografien. Es finden sich zahlreiche Glasdiapositive zu Glasdianegativen, die er als Grundlage für Abzüge erstellte. In Einzelfällen bearbeitete er Glasplatten mit Lack, um eine piktorialistische Wirkung zu erzielen. Ein Konvolut von 346 Glasnegativen im Format 18 × 24 cm und circa 50 großformatige Abzüge mit Motiven vom Mittel- und Niederrhein gelangte als Nachlass Knippenbergs im Jahr 2018 durch Schenkung seines Enkels in den Besitz des Rheinischen Bildarchivs, Köln.

## Ausstellung
- Der Fotograf Joseph Knippenberg – Fotos der Jahrhundertwende aus den Kreisen Cochem und Zell, 4. Januar – 25. April 1999, Freilicht- und Volkskundemuseum Roscheider Hof in Konz